# Pentateuque de Damas
 (novembre 2024).
Le contenu est difficilement compréhensible vu les erreurs de traduction, qui sont peut-être dues à l'utilisation d'un logiciel de traduction automatique.

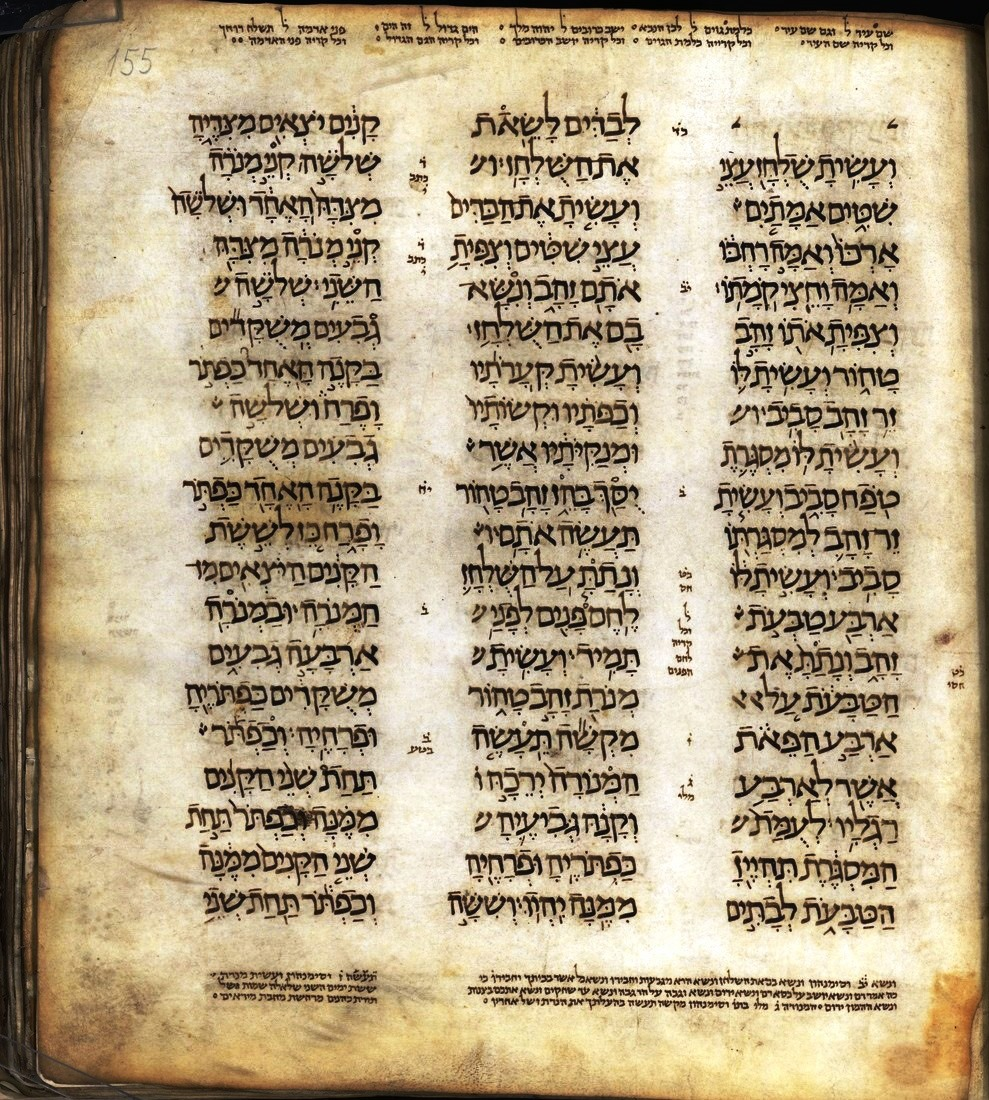
Page du Pentateuque de Damas,

Le Pentateuque de Damas, ou Codex Sassoon 507, est un codex hébreu datant du Xe siècle. Il contient presque l'intégralité du Pentateuque, les cinq livres de Moïse. Le codex a été copié par un scribe inconnu, avec de nombreuses annotations massorétiques. Le début du manuscrit est endommagé : il commence par Genèse 9,26; et Exode 18,1-23 est également manquant. En 1975, il a été acquis par la Bibliothèque nationale et universitaire juive de Jérusalem (devenue en 2008 la Bibliothèque nationale d'Israël). Le codex a été publié dans une édition en fac-similé en deux volumes en 1978.
Il est différent de la Couronne de Damas (en) du XIIIe siècle, d'origine espagnole, qui contient 24 livres canoniques. Il est également différent du Codex Sassoon 1053, détenu en propriété privée.

## Histoire
Le Pentateuque de Damas est devenu célèbre en grande partie grâce aux travaux du bibliophile David Solomon Sassoon (en), qui a acheté le codex à Damas au début du XXe siècle. Il fait partie des plus anciens codex bibliques existants, au même titre que le Codex d'Alep et le Codex de Leningrad. A bien des égards, le Pentateuque de Damas suit les traditions du massorète Aaron ben Asher, en ce qui concerne les plene scriptum (en) (écrits complets) et les defective scriptum (en) (écrits défectueux), ainsi que les grandes et petites lettres, étant en harmonie avec les variantes massorétiques prescrites par Ben-Asher jusqu'à 52 % du temps. Comme dans la tradition massorétique de Ben Asher, le copiste du Pentateuque de Damas écrit également פצוע דכא dans le Deutéronome 23,2 avec un aleph, et écrit תעשה dans l'Exode 25,31 en écriture défectueuse, sans un yod, de même que le mot האפד en Exode 28,26 est écrit par lui en écriture défectueuse, sans un waw. De telles pratiques sont également courantes chez Aaron Ben Asher.
Le codex est écrit sur du parchemin, en trois colonnes par page, dans une grande écriture carrée orientale typique des scripts utilisés au IXe siècle. Comme d'autres codex de son époque, il présente de la micrographie (en) connue sous le nom de Masora Magna (grande Massorah), c'est-à-dire la préservation des détails de la tradition textuelle écrits en marge en haut et en bas de chaque page, ainsi que la Masora Parva (petite Massorah) écrite entre les colonnes. Selon Sassoon, l'auteur de la Massorah (notes critiques des annotations massorétiques) était un disciple de Ben Asher, mais le texte biblique (orthographe et vocalisation) suit celui de Ben Naphtali et de son école. Quant à l'âge du codex, Sassoon a avancé que « le manuscrit est probablement plus ancien que le manuscrit n° Oriental 4445 du British Museum, qui aurait été écrit vers 820-850 avant Jésus-Christ, d'origine babylonienne ». Le texte est doté de point-voyelles tibériennes (en), d'accents et de traits Rafè, par exemple la ligne horizontale écrite au-dessus des lettres non accentuées de בג"ד כפ"ת (Begadkefat), incluant parfois le א, comme à la page 54 du volume 1 (sur Genèse 32,28), ישראל. Les divisions plus petites pour les lectures bibliques hebdomadaires, également connues sous le nom de Sedarim, sont marquées dans tout le codex par l'auteur de la Massorah avec un grand samech (ס) dans la marge, avec le numéro du Seder en dessous.
Le style d'écriture suit un style archaïque ; le jambage du caractère hébreu qof (ק) est reliée à sa traverse, tandis que le he (ה) ressemble au ḥet (ח), avec à peine de distinction entre les deux lettres. Le lamed (ל) est exceptionnellement long et courbé vers l'extérieur. Le nun final (ן) est écrit presque de la même manière que la lettre zain.
Toutes les qərē et kətiv sont marquées par l'auteur du texte avec un nun final dans la marge, sans autre indication quant à la lecture prévue.
Un résumé du Pentateuque de Damas a été réalisé par Israel Yeivin, en lien avec les problèmes du Codex d'Alep. Selon Yeivin, le textus receptus du Pentateuque de Damas est en grande partie en accord avec le Codex de Léningrad. Quant aux variantes de vocalisation, il suit celle de Ben Asher jusqu'à 52% du temps et celle de Ben Naphtali jusqu'à 46% du temps, ce qui lui a valu d'être appelé par lui « un manuscrit mixte où l'on peut trouver quelques 'améliorations', mais qui diffère à plusieurs égards de l'Aleppo Codex en ce qui concerne sa vocalisation et ses symboles de trope. ».
Une édition en fac-similé en deux volumes du manuscrit a été imprimée entre 1978 et 1982 à Baltimore, dans le Maryland, aux États-Unis, par Johns Hopkins University Press, et à Copenhague, au Danemark, par Rosenkilde and Bagger.